# DeVere Levelston
DeVere Levelston (DeSoto, 5 aprile 2001) è un giocatore di football americano statunitense che milita nel ruolo di defensive end per i Seattle Seahawks della National Football League (NFL).

## Carriera universitaria
Levelston iniziò la carriera nel college football al Tyler Junior College nel 2019. Nel 2020 si trasferì a SMU, dove giocò fino al 2023. Complessivamente disputò 46 gare per i Mustangs, mettendo a segno 90 tackle, 11 sack e un fumble recuperato.

## Carriera professionistica

### Seattle Seahawks
Dopo non essere stato scelto nel Draft NFL 2024, Levelston il 3 maggio firmò con i Seattle Seahawks un contratto triennale del valore di 2,833 milioni di dollari.